# The Dust Brothers
The Dust Brothers est un duo de musique électronique américain formé de John King et Mike Simpson, disc jockeys et compositeurs.
Le groupe est spécialisé dans la production d'artistes aussi divers que les Beastie Boys, Hanson, Linkin Park, The Rolling Stones, They Might Be Giants ou encore Beck. Ses projets indépendants sont rares, y figure néanmoins la bande originale du film Fight Club de David Fincher, saluée comme étant en symbiose avec l'action.
Les Chemical Brothers portent ce nom jusqu'en 1995. On peut d'ailleurs voir ce nom présent sur l'EP Voodoo People du groupe The Prodigy dans sa version anglaise, en 1994.
En 1995, le groupe britannique Dust Brothers qui portent le même nom de scène contestent judiciairement l'utilisation de ce pseudonyme. Rowlands et Simons, les leaders décident alors de changer « dust » en « chemical ».
Le titre de leur premier album, Exit Planet Dust, s'inspire de cette anecdote.
En 1997, les deux groupes se rapprochent et parlent de collaboration de remix sur un single, Electrobank.